# Castelo de Almourol
O Castelo de Almourol localiza-se na freguesia de Praia do Ribatejo do município de Vila Nova da Barquinha, distrito de Santarém. Integra atualmente a região do Oeste e Vale do Tejo, em Portugal, embora a sua localização seja frequentemente atribuída a Tancos, visto ser a vila mais perto e de onde se vislumbra melhor.
Erguido num afloramento de granito a 18 metros acima do nível das águas, numa pequena ilha de 310 metros de comprimento por 75 metros de largura, no médio curso do rio Tejo, um pouco abaixo da sua confluência com o rio Zêzere, à época da Reconquista integrava a chamada Linha do Tejo. Constitui um dos exemplos mais representativos da arquitetura militar da época, evocando simultaneamente os primórdios do reino de Portugal e a Ordem dos Templários, associação que lhe reforça a aura de mistério e romantismo. 
Com a extinção da Ordem do Templo o castelo de Almourol passa a integrar o património da Ordem de Cristo (que foi a sucessora em Portugal da Ordem dos Templários).
O Castelo de Almourol está classificado como Monumento Nacional desde 1910.

## História

### Antecedentes e toponímia
Embora os autores não sejam unânimes acerca da primitiva ocupação humana deste sítio, acreditando-se que remonte um castro pré-histórico, a pesquisa arqueológica trouxe à luz testemunhos do período romano (moedas do século I a.C.) e do período medieval (medalhas). Alguns autores, ainda, identificam em alguns trechos na base das muralhas, exemplos do aparelho construtivo de tipo romano.
A partir do século III, o sítio foi ocupado por outros grupos, nomeadamente os Alanos, os Visigodos e os Muçulmanos, estes últimos a partir do século VIII. No século XIII, a fortificação já existia, por eles denominada como Al-morolan (pedra alta).
Não se pode precisar a origem do seu nome, assim como se torna difícil clarificar o significado e a própria grafia do qual são conhecidas variações: Almoriol, Almorol, Almourel, Almuriel. Outros autores estabelecem ligação com o termo Moron, que Estrabão teria referido como cidade situada à beira Tejo, ou com o termo Muriella, que consta da descrição da delimitação do Bispado de Egitânia e Corretânea.

### O castelo medieval

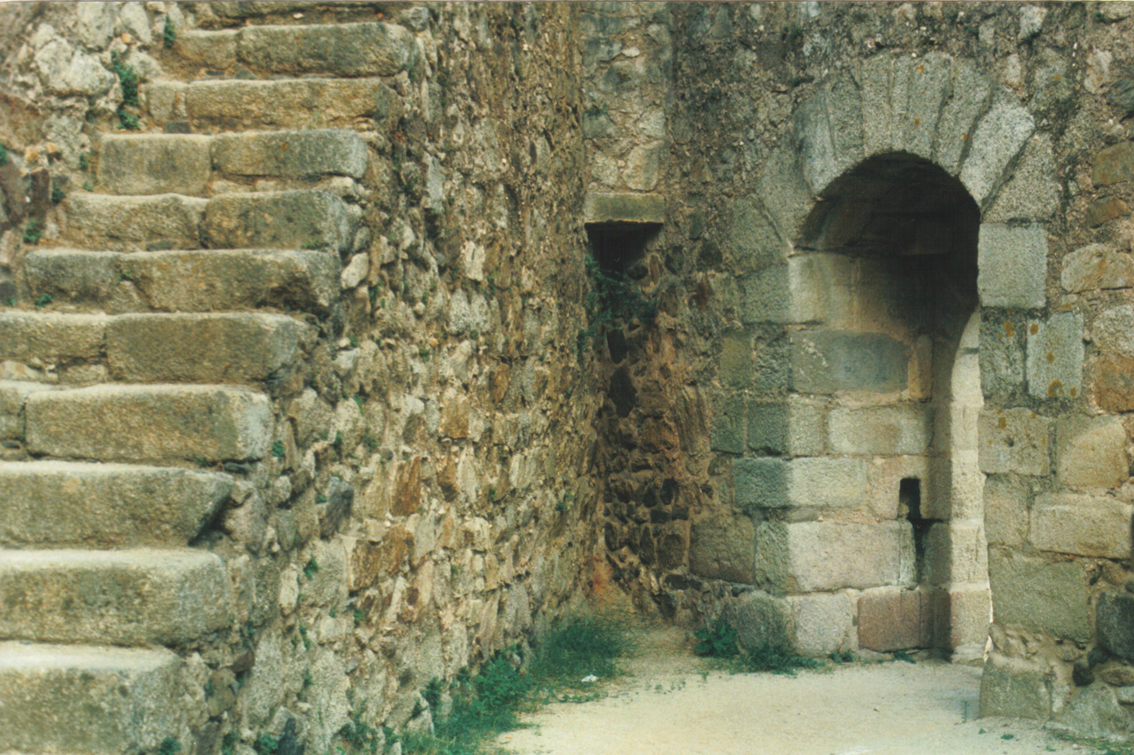
Castelo de Almourol: vista do interior da porta de entrada para o segundo nível

À época da Reconquista cristã da Península Ibérica, quando esta região foi ocupada por forças portuguesas, Almourol foi conquistado em 1129 por D. Afonso Henriques (1112-1185). O soberano entregou-o aos cavaleiros da Ordem dos Templários, então encarregados do povoamento do território entre o rio Mondego e o Tejo, e da defesa da então capital de Portugal, Coimbra.
Nesta fase, o castelo foi reedificado, tendo adquirido, em linhas gerais, as suas atuais feições, características da arquitetura templária: espaços de planta quadrangular, muralhas elevadas, reforçadas por torres adossadas, Tinham 9 torres e uma mais alta e na janela virada a nascente tem uma cruz dos Templários. Dominadas por uma torre de menagem. Uma placa epigráfica, colocada sobre o portão principal, dá conta que as suas obras foram concluídas em 1171, dois anos após a conclusão do Castelo de Tomar, edificado por determinação de Gualdim Pais, filho de Paio Ramires. As mesmas características arquitetónicas estão presentes também no Castelo de Idanha, no de Monsanto, no de Pombal, no de Tomar e no de Zêzere, seus contemporâneos.
Sob os cuidados da Ordem, constituído em sede de uma Comenda, o castelo tornou-se um ponto nevrálgico da zona do Tejo, controlando o comércio de azeite, trigo, carne de porco, frutas e madeira entre as diferentes regiões do território e Lisboa. Acredita-se ainda que teria existido uma povoação associada ao castelo, em uma ou em ambas as margens do rio, uma vez que, em 1170, foi concedido foral aos seus moradores.
Com o avanço da reconquista para o sul e a extinção da Ordem dos Templários em 1311 pelo papa Clemente V durante o reinado de D. Dinis (1279-1325), a estrutura passou para a Ordem de Cristo, vindo posteriormente a perder importância, tendo sofrido diversas alterações.

### Do século XVIII aos nossos dias

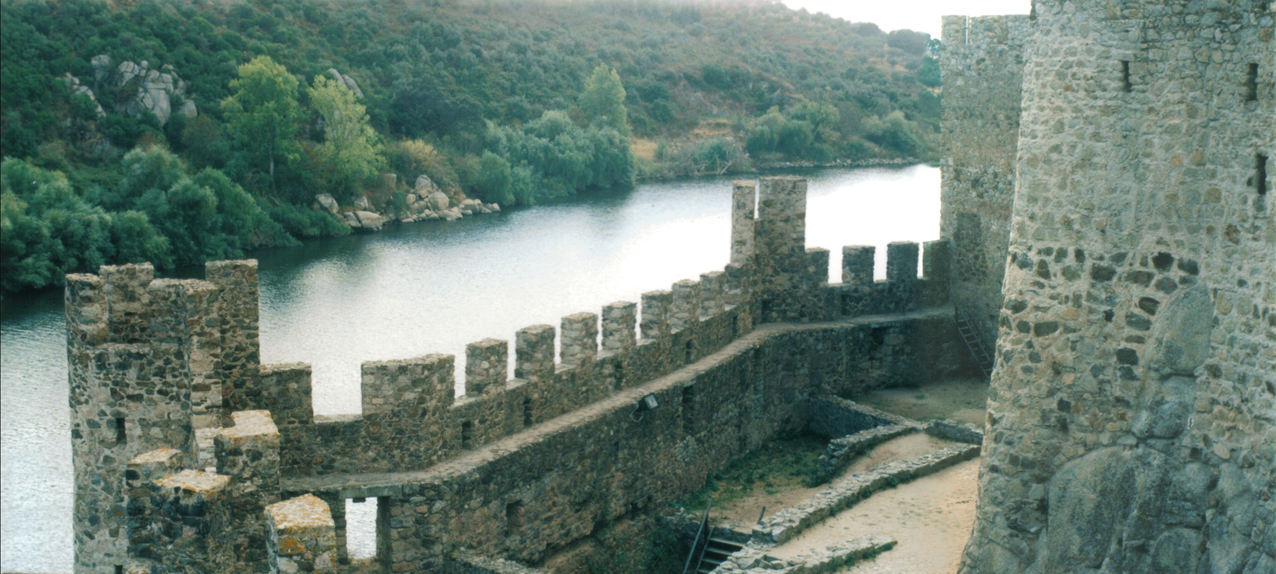
Castelo de Almourol: vista do alto das muralhas sobre o rio

Vítima do terramoto de 1755, a estrutura foi danificada, vindo a sofrer mais alterações durante o romantismo do século XIX. Nessa fase, e obedecendo à filosofia então corrente de valorizar as obras do passado à luz de uma visão ideal poética, o castelo foi alvo de adulterações de índole decorativa, incluindo o coroamento uniforme das muralhas por ameias e merlões.
O castelo foi entregue ao Exército português na segunda metade do século XIX, sob a responsabilidade do comandante da Escola Prática de Engenharia de Tancos, a que está afeto até aos nossos dias.
No século XX foi classificado como Monumento Nacional de Portugal por Decreto de 16 de Junho de 1910. À época do Estado Novo português o conjunto foi adaptado para Residência Oficial da República Portuguesa, aqui tendo lugar alguns importantes eventos oficiais. Para esse fim, novas intervenções foram promovidas nas décadas de 1940 e de 1950, reforçando aspetos de uma ideologia de nacionalidade cultivada pelo regime à época.
No início de Junho de 2006 foram inaugurados dois novos cais para embarcações turísticas: um na margem direita do rio Tejo e outro na zona Sul da ilha.
Em setembro de 2013, iniciaram-se os trabalhos de beneficiação das muralhas e intervenção na torre de menagem do Castelo de Almourol para criar um espaço museológico.
As obras, que se prolongarão por seis meses e implicam um investimento na ordem dos 500 mil euros, incidirão em diversas zonas de desagregação dos panos da muralha e das torres, com a sua impermeabilização, drenagem das águas e beneficiação das muralhas.
A intervenção na torre de menagem incidirá na substituição do atual terraço, na colocação de uma escada metálica de circulação vertical e na instalação de um sistema expositivo de conteúdos referentes aos Templários, visando preservar e proteger o monumento e possibilitando-lhe melhores condições de acessibilidade e circulação.
Atualmente é possível visitar o Castelo de Almourol e realizar passeios no rio Tejo, acrescentando valor e interesse as visitas do Monumento. Desde Tancos, Arripiado e Vila Nova da Barquinha. 

## Características

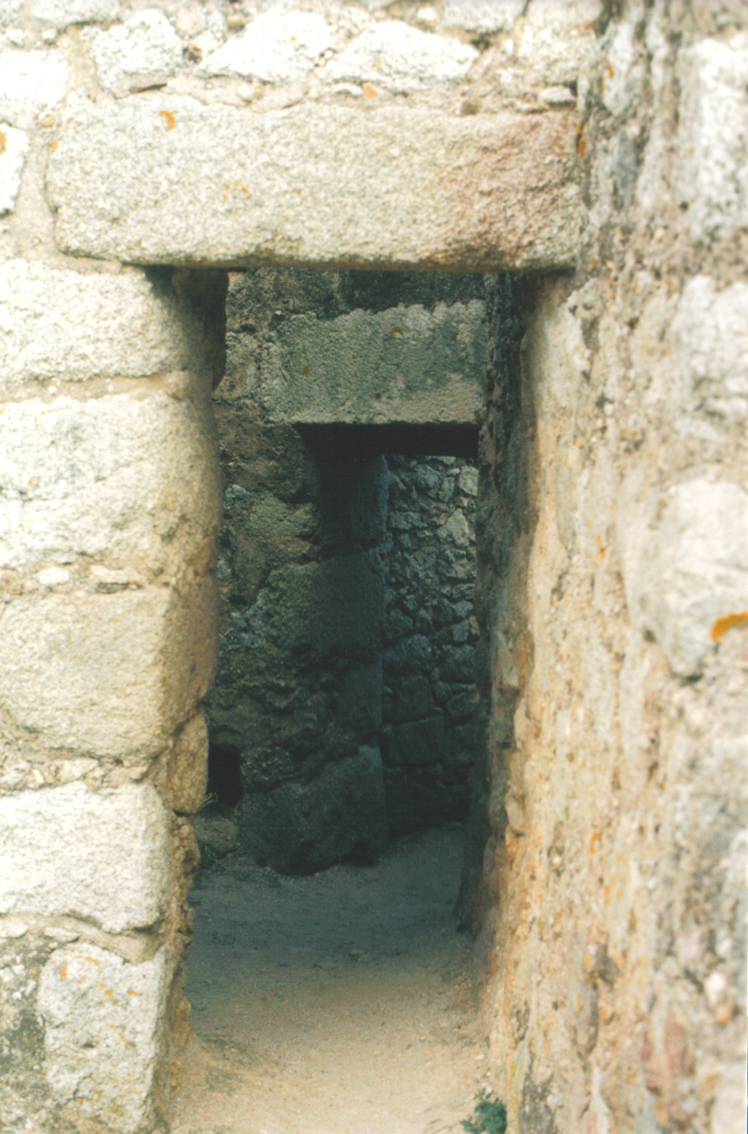
Castelo de Almourol: passagem que interliga diversas áreas internas

A construção, em cantaria de granito e alvenaria argamassada, é de planta irregular (orgânica), reflexo da irregularidade do terreno, e apresenta uma divisão demarcada em dois níveis, um exterior inferior e outro interior mais elevado.
- O primeiro nível acede-se através da entrada principal onde se encontram lápides que fazem referência à intervenção de Gualdim Pais e onde são mencionados o nome do obreiro e o ano em que a intervenção tomou lugar. Neste espaço as muralhas apresentam nove altas torres circulares (quatro equidistantes a oeste, e cinco a leste) encontrando-se aqui  também a porta da traição e vestígios do que terá sido um poço.
- Subindo alguns degraus e atravessando outra porta entra-se no segundo nível, a zona interior mais elevada onde se ergue a torre de Menagem quadrangular, elemento característico dos templários, erguida no século XII. Esta estrutura de três pisos apresenta já só as sapatas como elemento original (onde se apoiaria o vigamento de madeira) e uma cruz patesca acima da janela, símbolo adotado pelos templários. Aqui os panos de muralhas coroadas por merlões e seteiras apresentam escadarias que fazem o acesso ao topo da muralha e ao caminho que o percorre, o adarve. A comunicação entre as diversas partes do castelo pode ser feita através de várias passagens de cantaria.

Pelo ilhote, outros caminhos foram construídos, permitindo não só o percurso pela vereda que abraça o castelo, como também a possibilidade de vislumbrar de várias perspetivas a paisagem envolvente.

### A questão epigráfica
Sobre a porta principal do castelo, uma inscrição epigráfica datada da era de 1209 (1171), menciona, além da naturalidade bracarense de Gualdim Pais e da sua ação militar contra os muçulmanos no Egito e na Síria, a sua ascensão à chefia da Ordem do Templo em Portugal e subsequente construção dos castelos de Pombal, Tomar, Zêzere, Cardiga e Almourol (…factus domus Templi Portugalis procurator, hoc construxit castrum Palumbare, Tomar, Ozezar, Cardig, et hoc ad Almourol), evidenciando que, naquele ano, o castelo de Almourol se achava, como os demais indicados, já construído. Entretanto, uma segunda inscrição, sobre a porta interior, informa ter sido na era de 1209 que Gualdim Pais edificou o Castelo de Almourol. Uma terceira inscrição, sobre a porta da sacristia da igreja do Convento de Tomar, igualmente datada da era de 1209, semelhante à primeira, exceto na enumeração dos castelos, que compreende também os de Idanha e Monsanto, o que evidencia ser esta terceira posterior à primeira, de vez que estes dois últimos castelos são de edificação posterior a 1171.

## Lendas
Houve várias histórias populares exacerbam o romantismo associado ao castelo templário, entre as quais:
- Nos primeiros tempos da Reconquista, D. Ramiro, um cavaleiro cristão, regressava orgulhoso de combates contra os muçulmanos quando encontrou duas mouras, mãe e filha. Trazia a jovem uma bilha de água, que, assustada, deixou cair quando lhe pediu de beber rudemente o cavaleiro. Enfurecido, acabava de tirar a vida às duas mulheres quando surgiu um jovem mouro, filho e irmão das vítimas, logo aprisionado. D. Ramiro levou o cativo para o seu castelo, onde vivia com a própria esposa e filha, as quais o prisioneiro mouro logo planeou assassinar em represália. Entretanto, se à mãe passou a ministrar um veneno de ação lenta, acabou por se apaixonar pela filha, a quem o pai planeava casar com um cavaleiro de sua fé. Correspondido pela jovem, que entretanto tomara conhecimento dos planos do pai, os apaixonados deixaram o castelo e desapareceram para sempre. Reza a lenda que, nas noites de São João, o casal pode ser visto abraçado no alto da torre de menagem e, a seus pés, implorando perdão, o cruel D. Ramiro. (in: PINHO LEAL, Augusto Soares d’Azevedo Barbosa de. Portugal antigo e moderno: diccionário geographico, estatistico, chorographico, heráldico, archeológico, histórico, biographico e etymologico de todas as cidades, villas e freguezias de Portugal e de grande número de aldeias… (12 vols.). Lisboa: 1872 e segs.)

- Um senhor árabe de Almourol foi atraiçoado pelo cavaleiro cristão por quem a sua filha se apaixonou, e a quem esta revelou os segredos de entrada no castelo. O cavaleiro usou a informação para fazer uma emboscada e o emir e a sua filha preferiram lançar-se das muralhas ao rio a ficarem em cativeiro.

- O heroico cavaleiro Palmeirim de Palmeirim de Inglaterra foi acometido por uma grande tempestade que forçou o navio em que viajava, da Inglaterra para Constantinopla, a arribar na costa portuguesa, fundeando no rio Douro. Desembarcando na cidade do Porto, o cavaleiro tomou ciência das aventuras de alguns cavaleiros que tinham travado combate com o gigante Almourol, que em seu castelo a meio do rio Tejo custodiava a bela princesa Miraguarda e suas damas. Em busca de aventuras, o Palmeirim se desloca para o sul, onde, à margem do Tejo avista à distância o Castelo de Almourol. Aproximando-se, vê o fim da luta entre dois cavaleiros numa praça junto do castelo, reconhecendo no vencedor o Cavaleiro Triste, com o qual já duelara. Em sinal de vitória, o Cavaleiro Triste junta o seu escudo ao de outros, que também já a haviam obtido. Neste escudo encontrava-se retratada a sua dama, a bela princesa Miraguarda, por quem o Palmeirim fica enamorado. Travando-se o combate entre o Palmeirim e o Cavaleiro Triste, cai a noite, encerrando a luta sem um vencedor. O Cavaleiro Triste é recolhido ao castelo para tratar de suas feridas, enquanto que o Palmeirim vai procurar auxílio em uma aldeia próxima. Nem um, nem outro, entretanto, alcançam o favor da princesa, que aconselha o primeiro a se retirar e desistir de novos combates por um ano, enquanto que o Palmeirim retoma o seu caminho para Constantinopla. Após esse feito, o gigante Almourol foi atacado e vencido por outro gigante, Dramusiando, sob a proteção do qual ficam, doravante, a bela princesa e sua corte.[4]